# Perla Isabel Carranza
Pera Isabel Carranza (nacido como Perla Isabel Carranza Tarazona, el 12 de diciembre de 1942 en La Paz, Bolivia) fue una escritora de nacionalidad boliviana, muy controvertida en su época. Es conocida por ser la autora de múltiples novelas policiacas basadas en hechos reales, ocurridas en la capital de Bolivia.

## Reseña biográfica
Nació en una familia adinerada, relacionada al negocio petrolero. Desde niña siempre tuvo inclinación hacia la poesía y la escritura de historias ficticias.
Estudió en la Universidad de Santa Cruz la carrera de artes literarias. Se graduó en 1970.
Fue ministra de Cultura de su país entre los años 1985 - 1990.

## Distinciones
- Premio Cochambamna (1er puesto, 1990)
- Nominada a Pulitzer (Nominada, 1984)